# Skärvor (film, 2024)
Skärvor är en svensk dokumentärfilm som hade biopremiär i Sverige den 12 april 2024. Den är skapad av Sara Broos.

## Handling
Filmen kretsar kring enskilda livsöden som vävs samman med myter och historiska händelser.

## Medverkande (i urval)
- Sara Broos